# Premier League International Cup
La Premier League International Cup est une compétition de football réservée aux joueurs de moins de 23 ans, elle accueille douze équipes anglaises et douze équipes européennes, cette compétition a été créée par la Premier League,.

## Histoire
De 2014 à 2016, la compétition était réservée aux joueurs de moins de 21 ans et se déroulait avec seize équipes, dont huit équipes anglaises et six équipes européennes. La compétition se déroulait en quatre groupes de quatre équipes, les deux premières de leur groupe se qualifiaient pour la phase à élimination directe composée des quarts de finales, des demies et de la finale.
Depuis la saison 2016-2017, la compétition accueille désormais des joueurs de moins de 23 ans avec à la charge, douze équipes anglais et douze équipes européennes. La compétition commence par une phase de groupes de trois matchs, de six groupes de quatre équipes, soit vingt-quatre équipes comme l'Euro mais ne se déroule pas de la même façon. À la fin de cette phase, les clubs terminant premier ainsi que les deux meilleurs deuxièmes de leur groupe se participent à une phase finale constituée de quarts, des demis, et de la finale,.
La compétition est en suspens de 2019 à 2022 à cause de la Pandémie de Covid-19.

## Éditions
| N° | Édition   | Vainqueur                                                                | Score                                                                    | Finaliste                                                                | Hôte de la finale                                                        | Meilleur buteur                                                   | Buts |
| -- | --------- | ------------------------------------------------------------------------ | ------------------------------------------------------------------------ | ------------------------------------------------------------------------ | ------------------------------------------------------------------------ | ----------------------------------------------------------------- | ---- |
| 1  | 2014-2015 | Manchester City                                                          | 1 - 0                                                                    | Porto                                                                    | Academy Stadium, Manchester                                              | Harry Panayiotou (Leicester City) Leandro Silva (FC Porto)        | 6    |
| 2  | 2015-2016 | Villarreal                                                               | 4 - 2                                                                    | Jong PSV (en)                                                            | The Den, Bermondsey                                                      | Kasey Palmer (Chelsea)                                            | 6    |
| 3  | 2016-2017 | Porto (1)                                                                | 5 - 0                                                                    | Sunderland                                                               | Stadium of Light, Sunderland                                             | Carlton Morris (Norwich City)                                     | 4    |
| 4  | 2017-2018 | Porto (2)                                                                | 1 - 0                                                                    | Arsenal                                                                  | Emirates Stadium, Londres                                                | Adrián Dalmau (Villarreal CF) James Wilson (Manchester United)    | 5    |
| 5  | 2018-2019 | Bayern Munich                                                            | 2 - 0                                                                    | Dinamo Zagreb II                                                         | The Den, Bermondsey                                                      | Daniel Loader (Reading)                                           | 5    |
| 6  | 2019-2020 | Compétition arrêtée définitivement en raison de la Pandémie de Covid-19. | Compétition arrêtée définitivement en raison de la Pandémie de Covid-19. | Compétition arrêtée définitivement en raison de la Pandémie de Covid-19. | Compétition arrêtée définitivement en raison de la Pandémie de Covid-19. | Liam Cullen (Swansea City)                                        | 7    |
| 7  | 2022-2023 | Jong PSV (en)                                                            | 3 - 1 ap                                                                 | Crystal Palace                                                           | Selhurst Park, Londres                                                   | Jason van Duiven (Jong PSV (en))                                  | 5    |
| 8  | 2023-2024 | Crystal Palace                                                           | 1 - 0                                                                    | Jong PSV (en)                                                            | Selhurst Park, Londres                                                   | Mohamed Nassoh (Jong PSV (en)) Romain Perret (Olympique lyonnais) | 5    |
| 9  | 2024-2025 | Nottingham Forest                                                        | 0 - 0 ap (5 - 4 tab)                                                     | Olympique lyonnais                                                       | City Ground, Nottingham                                                  | Ensar Aksakal (Hertha Berlin)                                     | 6    |

## Finales

### Finales par clubs
| Club               | Finales gagnées          | Finales perdues          |
| ------------------ | ------------------------ | ------------------------ |
| Porto              | 2 (2016-2017, 2017-2018) | 1 (2014-2015)            |
| PSV (en)           | 1 (2022-2023)            | 2 (2015-2016, 2023-2024) |
| Crystal Palace     | 1 (2023-2024)            | 1 (2022-2023)            |
| Manchester City    | 1 (2014-2015)            | 0                        |
| Villarreal         | 1 (2015-2016)            | 0                        |
| Bayern Munich      | 1 (2018-2019)            | 0                        |
| Nottingham Forest  | 1 (2024-2025)            | 0                        |
| Sunderland         | 0                        | 1 (2016-2017)            |
| Arsenal            | 0                        | 1 (2017-2018)            |
| Dinamo Zagreb II   | 0                        | 1 (2018-2019)            |
| Olympique lyonnais | 0                        | 1 (2024-2025)            |

### Finales par pays
| Pays       | Finales gagnées                     | Finales perdues                     |
| ---------- | ----------------------------------- | ----------------------------------- |
| Angleterre | 3 (2014-2015, 2023-2024, 2024-2025) | 3 (2016-2017, 2017-2018, 2022-2023) |
| Portugal   | 2 (2016-2017, 2017-2018)            | 1 (2014-2015)                       |
| Pays-Bas   | 1 (2022-2023)                       | 2 (2015-2016, 2023-2024)            |
| Espagne    | 1 (2015-2016)                       | 0                                   |
| Allemagne  | 1 (2018-2019)                       | 0                                   |
| Croatie    | 0                                   | 1 (2018-2019)                       |
| France     | 0                                   | 1 (2024-2025)                       |